# Jak–12

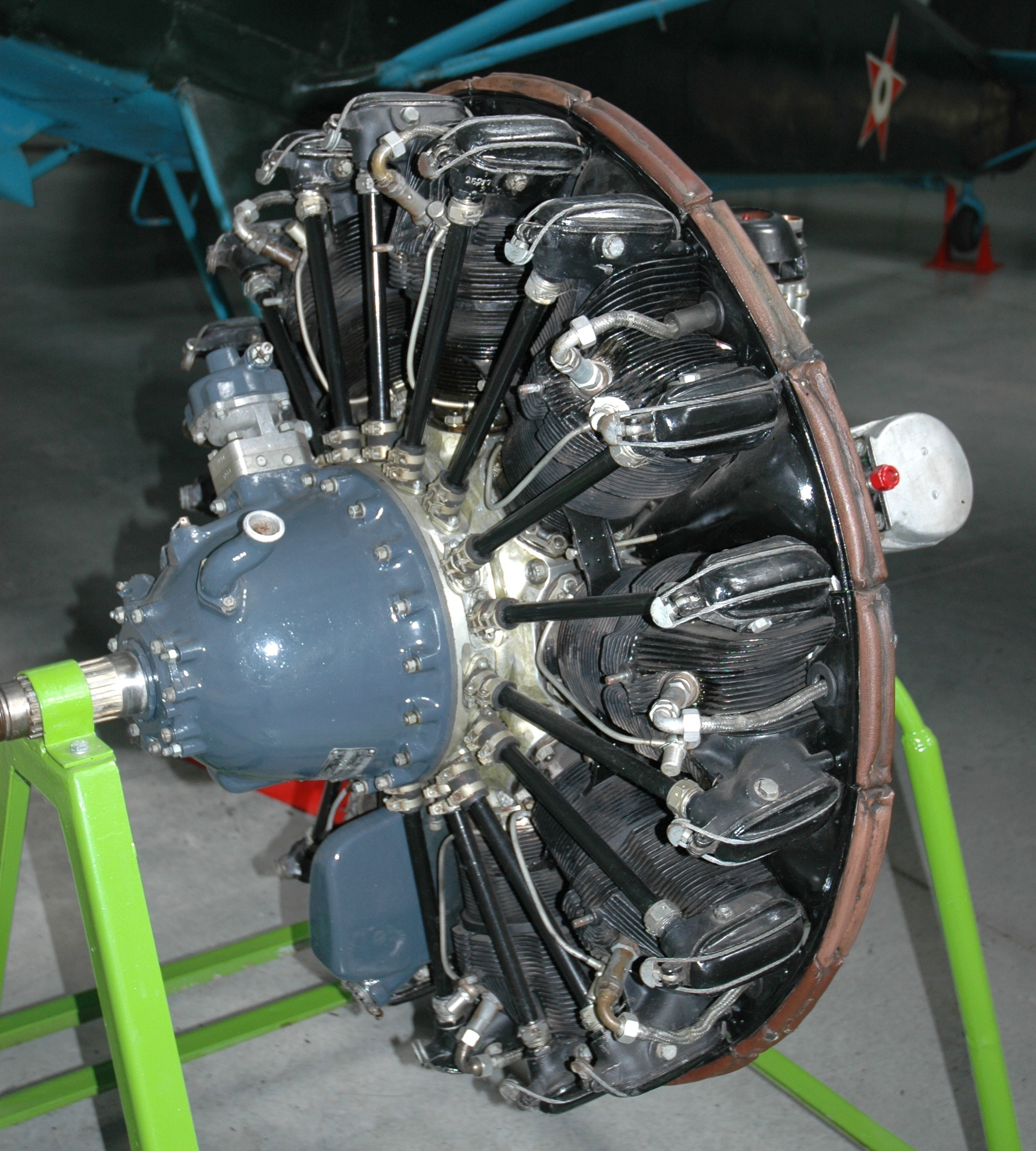
A gépen alkalmazott AI–14R csillagmotor a szolnoki repülőmúzeumban kiállítva

A Jak–12 (NATO-kódja: Creek) a Szovjetunióban, a Jakovlev-tervezőirodában kifejlesztett, polgári és katonai feladatokra szánt könnyű futár- és többcélú repülőgép. [Lengyel Népköztársaság|[Lengyelországban]] és Kínában is gyártották. A típus Gém néven a Magyar Néphadseregben is hadrendben volt.

## Története
A Jak–12-t 1944-ben a Szovjet Légierő igényei alapján kezdték el kifejleszteni a Po–2-t leváltó futár és többcélú repülőgépként a Jakovlev-tervezőirodában. A gépet egyúttal a polgári légiközlekedésben használt, 1934-es tervezésű, csak kis sorozatban gyártott AIR–6 leváltására szánták. A gép első változata a négy személyes, előbb Jak–14, majd Jak–10 típusjelet kapott felsőszárnyas repülőgép volt, amely 1945 januárjára készült el. A Jak–10 törzsét felhasználva elkészítettek egy alsószárnyas változatot, a Jak–13-at is. A tesztek során a Jak–10 bizonyult jobbnak, ezért ebből a típusból egy 40 db-os sorozatot gyártottak. A Jak–10-be 108 kW-os (145 LE) Svecov M–11M csillagmotort építettek.
1947-ben a Jak–10 leváltására Jakovlev továbbfejlesztette a koncepciót, és egy új repülőgépet tervezett, melybe erősebb, 119 kW (160 LE) teljesítményű M–11M csillagmotort építették. A Jak–10-hez képest áttervezték a szárnyat és a törzset is. Az új, Jak–12 típusjelet kapott repülőgép 1947-ben repült először. Az alapváltozatból kialakították a Jak–12 légimentő, a Jak–12SZH mezőgazdasági, valamint a Jak–12GR úszótalpas hidroplán-változatot. Ezeknek a repülőgépeket a legfőbb ismertetőjegye a motor hengereit borító egyedi burkolat volt. Fából és fémből készült vegyes építésű konstrukció volt, mely a pilótán kívül egy-két utas szállítására volt alkalmas.
A típus második generációjának, a Jak–12R-nek a sorozatgyártását 1952-ben kezdték el. Ennél a változatnál a motort erősebb, 194 kW (260 LE) teljesítményű, Ivcsenko AI–14R típusúra cserélték, a sárkányszerkezete teljesen fémépítésű lett, és a motor is új burkolatot kapott, valamint megnövelték a szárnyfelületet. A típus összes változata közül a Jak–12R rendelkezett a legjobb rövid fel- és leszállási tulajdonságokkal.
Következő változata a módosított, javított Jak–12M volt, amelynek a gyártását 1955-ben kezdték el. Ennél a változatnál csak kisebb változtatásokat hajtottak végre, legfőbb külső ismertetőjegye a nyújtott függőleges vezérsík volt. Növelték a hasznos terhelést is. Ez a változat volt a legjobban, leguniverzálisabban használható és ebből készült a legtöbb. A pilótán kívül három utast szállíthatott, alkalmas volt oktatógépnek (beszerelhető megduplázott kezelőszervekkel), felszerelhető volt mentő és mezőgazdasági repülőgéppé. A Jak–12M gyártása licenc alapján 1956-tól Lengyelországban, a varsói WSK-Okęcie vállalatnál folyt. 1959-től a Jak–12A változatot is gyártották Lengyelországban, melyeket elsősorban a Szovjetunióban szállítottak.
A Jak–12M lengyelországi továbbfejlesztésével alakította ki a WSK-Okęcie a PZL–101 Gawron repülőgépet, melyet 1960–1968 között gyártottak.

## Szerkezeti kialakítása és műszaki jellemzői

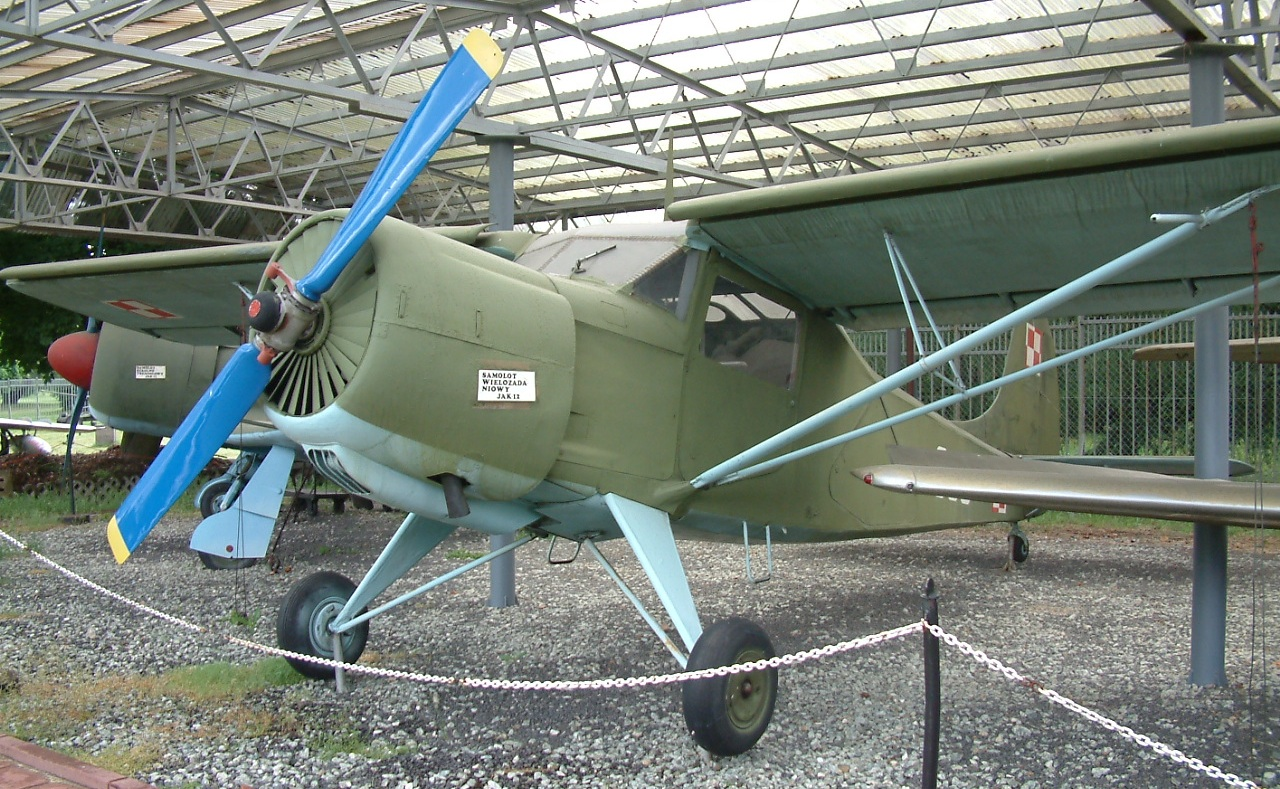
Jak–12M orr-része

Felsőszárnyas elrendezésű repülőgép, a szárnyak merevítettek. Az első változatok vegyes építésűek voltak. A törzs acélból készült hegesztett rácsszerkezet, a borítás fa rétegeslemez és vászon. A szárny teljesen faépítésű. A Jak–12R változattól (így az M és A változatok is) teljesen fémépítésűek, de a törzs hátsó része vászonborítású, a többi duralumínium borítást kapott. A törzs középső részén található kabin az első változatnál két-három személyes, a későbbi sorozatokon négyszemélyes volt.
A szárny téglalap alaprajzú, kétfőtartós konstrukció. A gép törzséhez két-két támasztó dúccal csatlakoznak. A vízszintes vezérsíkokat alulról ugyancsak dúcokkal, valamint acél kábelekkel merevítették. Szárnya mechanizált. Réselt fékszárnnyal látták el. Leszállásnál a fékszárnyat 45°-ra, földet érés után 90°-ra térítik ki. A rövid fel- és leszállási tulajdonságok érdekében a szárnyat állandó kitérítésű orrsegédszárnnyal látták el.
Futóműve hárompontos, nem behúzható, hátul farokfutóval ellátva. A hatásosabb fékezés érdekében a farokfutó előtt egy mechanikus működtetésű, kiengedhető, ekeszerű szerkezetet építettek be. Ennek használatával a gép 50–60 m-es kigurulás után képes volt megállni.
Az első sorozatgyártású változatokhoz az orr-részébe épített Svecov M–11RF típusú, öthengeres csillagmotort alkalmazták, melynek minden hengere külön egyedi áramvonalas burkolatot kapott. Az M–11RF névleges teljesítménye 104 kW (140 LE), maximális teljesítménye 118 kW (160 LE) volt. A későbbi változatokba nagyobb, 161 kW (220 LE) névleges és 191 kW (260 LE) maximális teljesítményű, kilenchengeres Ivcsenko AI–14R csillagmotorokat építettek, melyek már NACA-burkolatot kaptak. A motor 2,75 m átmérőjű, VIS–530–11 típusú, állítható, kéttollú fém légcsavart hajtott. A légcsavar állásszögét hidraulikus mechanizmus állította. A motor sűrített levegővel indítható. Többnyire a földön, külön sűrített levegős palackkal indították, de a gépben beépített légpalack is van. A két, együttesen 188 literes üzemanyagtartályt a szárnyban helyezték el.

## A Jak–12 Magyarországon
Magyarország az 1950-es évek elején vásárolt 10 db Jak–12R repülőgépet a légierő számára, melyeket Gém néven állítottak szolgálatba. A gépek Magyarországon használt oldalszámai 0103, 0104, 0111, 0114, 0115, 0116, 0117, 0120, 0122 és 0126 voltak. A használt, átlagosan 60 repült órával rendelkező gépek 1952. január 3-án és 4-én érkeztek meg vasúton a tököli repülőtérre. Összeszerelésük és beüzemelésük után a magyar légierő négy hadosztályának (a két vadász-, valamint a csatarepülő és a bombázó hadosztály) parancsnoksága, valamint a Budaörsön állomásozó 16. önálló vegyes repülőszázad kapott két-két gépet, ahol futár és kiképzési feladatokra használták őket. Az üzemeltetés során azonban az egyes alakulatok között gyakran átcsoportosították a repülőgépeket. A 16. önálló vegyes repülőszázad 1955. október 1-jei ezreddé szervezésekor pl. három darab Jak–12R-el rendelkezett.
A balesetek és a gépek elhasználódása miatt 1956 októberére már csak hét Jak–12 maradt a légierőnél. Ebből kettő a 66. vadászrepülő-hadosztálynál, a Taszáron lévő 25. hadosztály-parancsnokságon és a szolnoki Kilián György Repülő Tiszti Iskolán egy-egy darab, a budaörsi 16. szállítórepülő-ezrednél két darab üzemelt a típusból, további egy példány javításon volt. A Jak–12-esek használatának legintenzívebb időszaka az 1956-os forradalom volt. A gépeket futárfeladatokra, felderítésre, megfigyelésre, időjárás-felderítésre és röpcédula szórásra vetették be.
Az 1956-os forradalom bukása utáni időszakban a magyar légierő szétesett, repülő tevékenység nem folyt. Az 1957 áprilisában elkezdődött újjászervezést követően felállított új repülő egységeket a kecskeméti központú MN Repülő Kiképző Központnak (RKK, vagy MN 4532 fedőszámon) rendelték alá. A légierő ekkor hét Jak–12-vel rendelkezett (az állománytáblában rendszeresített hat gép helyett), közülük négy Kecskeméten, kettő Taszáron állomásozott. Az 1957 őszére átalakított állománytábla szerint már csak négy Jak–12 volt rendszeresítve, melyek a kecskeméti vegyes repülőszázad futárrajában üzemeltek (a század Jak–18-as gépeivel együtt). 1960-ra a megmaradt négy Jak–12-es az RKK parancsnokságához került, majd a gépek az 1961 szeptemberében megalakult MN 86. önálló repülőosztály (MN 6690) állományába kerültek. A repülőosztálynál a gépek a Jak–12-t üzemeltető futárraj és a Li–2-t üzemeltető szállítóraj összevonásával létrehozott szállító- és futárrepülő század állományában voltak, ahol főként futár feladatokra, kisebb részben kiképzésre használták őket. A század két Jak–12R gépe 1962. április 9–18. között Budaörsre települt, ahol részt vett a Duna–1982 hadsereggyakorlaton.
1964-ben kivonták a típust a Magyar Néphadsereg hadrendjéből. A megmaradt négy gépből kettőt leselejteztek, egy gép (0126-os oldalszámmal) azonban az Országos Légvédelmi Parancsnoksághoz került. Ez a gép Budaörsön állomásozott és az 1960-as évek végéig használták, véglegesen 1972-ben vonták ki a hadrendből. A gép a Szolnoki Repülőmúzeumba került, hosszabb ideig szétszerelt állapotban raktárban állt. Napjainkban a múzeum fedett kiállítóterében tekinthető meg.
A légierőtől 1957-ben leselejtezett 0103 és 0122-es oldalszámú gépeket az Országos Mentőszolgálat kapta meg. Előbbit HA-MEA, utóbbit HA-MEB lajstromjellel állították szolgálatba. Magyarországon ezzel a két Jak–12-essel indult el a légimentés. A HA-MEA-t azonban 1958-ban véglegesen selejtezték, a HA-MEB-et pedig 1961-ben átlajstromozták HA-GMA-ra és továbbra is légimentőként használták 1970. április 21-ig, amikor Siófoknál a Balaton vizén kényszerlesszállást hajtott végre.
A típusból további egy magántulajdonú magyarországi példány ismert. A HA-HUB lajstromjelű gép Jak–12M változatú.

## Típusváltozatok
- Jak–12 – Az első sorozatgyártású változat
- Jak–12B – Rövid fel- és leszállási tulajdonságokkal rendelkező, kétfedelű szárnnyal felszerelt változat. 300 LE-s Ivcsenko AI–14RF motort kapott. Felszállási úthossza mindössze 35 m volt. Csak egy példány készült belőle.
- Jak–12GR – AIR–6 típusú úszótalpakkal ellátott hidroplán-változat. Az úszótalpak jelentős mértékben lerontották a repülési tulajdonságokat, a motorteljesítmény elégtelen volt a megnövekedett légellenállású gép számára.
- Jak–12SZ – Légimentő változat.
- Jak–12SZH – Mezőgazdasági (permetező, vegyszerszóró) változat, 470 l-es vegyszertartállyal.
- Jak–12R – Jelentősen továbbfejlesztett változat. A gép teljesen fémépítésű, Ivcsenko AI–14R csillagmotorral szerelték fel. 1952-től gyártották.
- Jak–12M – Továbbfejlesztett, módosított változat. A korábbi példányok üzemeltetése során szerzett tapasztalatok alapján megnyújtották a farokrészt, ezzel a gép hossza közel 40 cm-rel 9 m-re növekedett. 1955-től gyártották.
- Jak–12A – Továbbfejlesztett változat módosított szárnnyal, megerősített futóművel, becsukható orrsegédszárnnyal és növelt üzemanyagtartállyal. A pilótafülkében a Jak–12-nél használt botkormány helyett kormányszarvakat helyeztek el. Felszálló tömege növekedett, de a javított aerodinamikai tulajdonságú szárnynak köszönhetően a legnagyobb sebessége az alapváltozathoz képest 30 km/h-val nőtt. 1957-től gyártották.

## Műszaki adatai (Jak–12R)

### Tömeg- és méretadatok
- Fesztáv: 12,6 m
- Hossz: 8,4 m
- Szárnyfelület: 23,86 m²
- Magasság: 3,12 m
- Üres tömeg: 1026 kg
- Felszálló tömeg: 1400 kg
- Hasznos terhelés: 350 kg

### Motor
- Motor típusa: Ivcsenko AI–14R kilenchengeres csillagmotor
- Maximális (felszálló) teljesítmény: 191 kW (260 LE)
- Névleges teljesítmény: 161 kW (220 LE)
- Üzemanyag: 72 oktános benzin
- Üzemanyagfogyasztás: 27,6 l/h

### Repülési adatok
- Gazdaságos utazósebesség: 150 km/h
- Maximális sebesség: 182 km/h
- Emelkedőképesség: 3,6 m/s (1000 m-en)
- Szolgálati csúcsmagasság: 4500 m
- Hatótávolság: 790 km (120 km/h-s utazósebességnél)
- Maximális repülési idő: 6 óra 15 perc
- Leszállósebesség: 68 km/h
- Átesési sebesség: 60 km/h

## Hasonló repülőgépek
- PZL–101 Gawron

## Külső hivatkozások
- Korabeli fényképek a Jak–12R-ről a Repülőmúzeum.hu oldalán
- Fényképek a szolnoki repülőmúzeum Jak–12R gépéről a Repülőmúzeum.hu oldalán